# Олімп (Кирнички)
Футбольний клуб «Олімп» Кирнички — український аматорський футбольний клуб із села Кирнички Ізмаїльського району Одеської області, заснований у 1960 році. Виступає у Чемпіонаті та Кубку Одеської області. Домашні матчі приймає на однойменному стадіоні.
Протягом 2017-2018 років мав назву «Олімп-Люксеон».

## Досягнення
- Чемпіонат Одеської області
  - Чемпіон: 2017
  - Бронзовий призер: 2016, 2018, 2019
- Кубок Харківської області
  - Володар: 2017
  - Фіналіст: 2016.